# Georgii Zantaraia
Georgii Zantaraia (em georgiano:  გიორგი ზანთარაია; em ucraniano:  Георгій Зантарая; Gali, 21 de outubro de 1987) é um judoca georgiano, naturalizado ucraniano. No ano de 2009 o atleta foi campeão mundial de judô.